# Planeta Umbrelelor Albastre
Planeta Umbrelelor Albastre (1969) este al patrulea roman scris în colaborare de cuplul de autori români Romulus Bărbulescu și George Anania. Serializat inițial în Colecția de povestiri științifico-fantastice, romanul a fost publicat în volum abia după aproape un sfert de secol, în 1993. Titlul acestei a doua ediții a fost modificat în Planeta Fantomelor Albastre, iar numele autorilor a fost inversat pe copertă, ordonarea făcându-se de data aceasta alfabetic, nu după criterii de vârstă cum se întâmplase la prima ediție.

## Considerații generale
La fel ca precedentul roman, Statuia șarpelui, și acesta are un pronunțat accent umoristic. Stilul folosit este unul cinematografic, dar, cu toate acestea, opera se dorește un avertisment cu dublu sens în legătură cu proliferarea roboților în viața de zi cu zi. Pe de o parte, se ridică problema excesului roboților în viața de zi cu zi, omenirea devenind astfel sclava propriei tehnologii. Ideea nu este prezentată în modul tragic al roboțior care se ridică împotriva omenirii, temă predilectă în SF, ci într-un mod mai apropiat de Seria Roboților a lui Asimov, în care problema dă naștere la situații paradoxale, iritante și în același timp hilare. Oamenii din anul 2169 au batiste-roboți, cravate-roboți, pantofi-roboți care îi poartă cu ce viteze doresc, medici, bucătari și hamali roboți și orice activitate depinde de acțiunea unui aparat. Astfel, când sunt puși în situația de se descurca singuri (de exemplu, când Marz trebuie să pregătească masa după distrugerea robotului bucătar), oamenii se trezesc că sunt aproape incapabili să desfășoare acțiuni elementare.
Al doilea sens al avertismentului este cel legat de renunțarea completă la tehnologie. Rebelii sunt trimiși în secolul al XVII-lea, alături de muschetarii lui Alexandre Dumas, pentru a vedea ce înseamnă viața fără cele mai elementare produse tehnologice. Romanul încearcă astfel să traseze o linie de echilibru între renunțarea la tehnologie și folosirea ei în exces.

## Intriga
Un accident spațial îl obligă pe pilotul Vel Genar să petreacă mai multe luni fără compania mașinilor și aparatelor care împânzesc viața oamenilor. În urma acestui eveniment, el este hotărât să revină la o viață simplă din care mașinăriile să fie excluse. Soția sa, Ada, este atrasă în această stare de lucruri, împreună cu cuplu Darn-Mary, prieteni apropiați ai celor doi.
Gestul celor patru poate da naștere unei adevărate revoluții în sânul societății umane, iar Falanga Dogmaticilor este pregătită să ia măsuri pentru restabilirea ordinii. Psihiatrul Tuning Clit încearcă să dezamorsese conflictul și le propune cuplurilor să participe la un experiment în cadrul căruia vor fi obligați să trăiască pe Planeta Umbrelor Albastre în condițiile secolului al XVII-lea, izolați de tehnologia modernă.

Coperta volumului Planeta Fantomelor Albastre

Însoțiți de muschetarii Athos, Porthos, Aramis și d’Artagnan, cei patru își asumă personalități nobiliare specifice epocii și pornesc în căutarea unei comori. La hanul lui Papa Pillard, ei iau contact pentru prima oară cu oamenii cardinalului Pauvrelieu, conduși de abații Michelet și de l'Âme Grise. În confruntarea cu aceștia, muschetarii și cei patru sunt ajutați de Moș Lapin, un braconier impresionat de trucurile pseudo-științifice la care apelează Mary folosindu-se de proprietățile ciudate ale planetei ale cărei râuri curg în sus, unindu-se într-un lac care acoperă cerul în forma unei umbrele albastre.
Darn devine tot mai gelos pe soția sa, care pare să se fi adaptat de minune acelei epoci a galanteriei și caută orice prilej pentru a se simți bine în compania cuceritorului Aramis sau chiar a lui Moș Lapin. După ce îi înfrâng pe oamenii cardinalului în două confruntări, cei opt pornesc spre Paris, pentru a duce Regelui și Reginei comoara găsită. Cei doi suverani se găsesc însă sub influența malefică a cardinalului și îi condamnă pe toți la moarte. În ultima clipă, un ultim truc la care apelează Mary îi lasă inconștienți pe toți cei prezenți, moment în care își fac apariția și Tuning Clit cu echipa sa. El le dezvăluie lui Vel, Darn și Adei că Planeta Umbrelelor Albastre este doar o scenă imensă construită în piața centrală a orașului, iar locuitorii secolului al XVII-lea sunt niște roboți perfecționați. Singura care a bănuit acest lucru a fost Mary, fapt care justifică escapadele sale alături de Aramis și Moș Lapin, care i-au permis să facă verificări amănunțite pentru a-și demonstra teoriile.
Vel acceptă utilitatea unora dintre tehnologiile veacului său, iar Tuning Clit recunoaște la rândul său că este nevoie de eliminarea exceselor în acest domeniu.

## Lista personajelor
- Tuning Clit - psihiatru
- Vel Genar - pilot clasa a doua
- Ada - doctor în medicină, soția lui Vel
- Darn Down - multiplu campion sportiv
- Mary - inginer electronist, soția lui Darn
- Falanga dogmaticilor
- d'Artagnan, Athos, Porthos și Aramis - mușchetari
- Papa Pillard - hangiu
- Moș Lapin - braconier
- Hilfe - comandantul gărzii
- Michelet - abate
- de l'Âme Grise, alias Millescroix - abate, reprezentantul cardinalului
- Regele
- Regina
- Pauvrelieu - cardinal
- Călăul

## Ediții
- 1969 - Planeta Umbrelelor Albastre, CPSF nr. 356-359, 128 pag.
- 1993 - Planeta Fantomelor Albastre, ed. Alma, 128 pag., ISBN 973-95858-4-1